# Barmbrack
El barmbrack (en irlandés: báirín breac) es un pan con levadura que lleva pasas y sultanas. Suele venderse en piezas redondeadas, tomándose a menudo tostado con mantequilla para acompañar el té. La masa es más dulce que la del pan de molde, pero no tanto como la del bizcocho.
En Irlanda se llama a veces Báirín Breac (‘pan moteado’). Se decía que la levadura para la masa se tomaba de la cerveza en fermentación, lo que probablemente sea cierto.

## Halloween
El barmbrack es el centro de una tradición de Halloween irlandesa. El Halloween Brack tenía tradicionalmente varios objetos añadidos en la masa, actuando como una especie predicción. En el barmbrack eran un guisante, un palo, un trozo de tela, una moneda pequeña (originalmente de plata) y un anillo. Cada objeto, cuando venía en la porción, tenía supuestamente un significado para la persona que lo recibía: el guisante, que no se casaría ese año; el palo, que tendría un matrimonio infeliz o estaría en disputa continua; la tela o trapo, que tendría mala suerte o sería pobre; la moneda, que tendría buena suerte o sería rico; y el anillo, que se casaría en el año. Los barmbracks producidos industrialmente para Halloween siguen incluyendo un anillo de juguete.